# Малый Рясь
Малый Рясь (тат. Кече Рәс) — деревня в Высокогорском районе Республики Татарстан, в составе Суксинского сельского поселения.

## География
Деревня находится в верховье реки Саинка, в 30 км к северо-западу от районного центра, посёлка Высокая Гора.

## История
Первоисточники упоминают о деревне с XVII века.
В сословном плане, в XVIII веке и вплоть до 1860-х годов, жителей деревни причисляли к государственным крестьянам.
Число жителей деревни увеличивалось с 88 душ мужского пола в 1782 году до 928 человек в 1897 году. В последующие годы численность населения деревни постепенно уменьшалась и в 2017 году составила 186 человек. 
В «Списке населенных мест по сведениям 1859 года», изданном в 1866 году, населённый пункт упомянут как казённая деревня Малая Рясь 3-го стана Казанского уезда Казанской губернии. Располагалась при колодцах, по правую сторону торгового Галицкого тракта, в 35 верстах от губернского города Казани и в 20 верстах от становой квартиры в казённой деревне Верхние Верески. В деревне в 77 дворах жили 735 человек (385 мужчин и 350 женщин). Была мечеть.
В 1882 году в деревне была построена мечеть. По сведениям из первоисточников, эта мечеть и мектеб существовали в начале XX столетия. Мечеть построена также в 1997 году.
Административно, до 1920 года деревня относилась к Казанскому уезду Казанской губернии, с 1965 года относится к Высокогорскому району Татарстана.

## Экономика и инфраструктура
Полеводство, животноводство; эти виды деятельности, а также пчеловодство и некоторые промыслы, являлись основными для жителей деревни также и в XVIII-XIX столетиях.
В деревне действуют детский сад, библиотека, фельдшерско-акушерский пункт.